# 근로복지공단 창원병원
근로복지공단 창원병원(勤勞福祉公團 昌原病院)은 산업재해 근로자에 대한 요양 관리를 위해 설립된 대한민국 고용노동부 산하 근로복지공단 소속의 직영병원이다.

## 연혁
- 1979년 : 근로복지공사 창원병원 개원
- 1995년 : 산재관리의료원 창원병원으로 변경
- 2010년 : 근로복지공단 창원산재병원으로 변경
- 2014년 : 근로복지공단 창원병원으로 변경

## 조직
병원장
- 진료지원부
- 감염관리실
- 건강관리센터

### 진료부원장
- 진료 각 과
- 진단검사의학과
- 영상의학실
- 약제부
- 간호부
- 재활전문센터
  - 재활의학과
  - 재활치료실

### 행정부원장
- 원무부
- 경영기획부